# Leucoloma annamense
Leucoloma annamense är en bladmossart som beskrevs av Thériot 1919. Leucoloma annamense ingår i släktet Leucoloma och familjen Dicranaceae. Inga underarter finns listade i Catalogue of Life.